# Романівка (Квітнева сільська громада)
Рома́нівка (рос. Рома́новка, пол. Romanówka) — село в Україні, яке належить до Квітневої сільської громади Житомирського району (з 2020) Житомирської області. До кінця XIX століття мала статус міста та містечка, називалася також Романів (пол. Romanów — Романув). Розташована на правому березі річки Унава, за 3 км на північ від залізничної зупинки Чернявка. Населення згідно з Всеукраїнським переписом 2001 року становило 719 осіб., на 1 січня 2018 року — 627 осіб.

## Історія

### Давні часи
На території сучасної Романівки та околиць здавна селилися люди. Про це свідчить наявність тут великої кількості курганів. В урочищі Поріччя, на північно-східній околиці села, досліджене давнє трипільське поселення. Воно займає західний схил берега р. Унава, площа становить 250×100 м. Поселення відоме з кінця XIX століття за В. Б. Антоновичем, 1931 року проводила його розкопки В. Є. Козловська, 2000 року воно обстежувалося О. Тарабукіним. Пам'ятка відноситься до пізнього етапу Трипільської культури (бл. 3100—2500 до н. е.).
1876 року на садибі Вольманової на Заріччі були викопані два черепки глиняного посуду та 4 випалені у вогні глиняні фігурки. Зображали вони якогось звіра з 4 ногами, голову якогось звіра з рогами, якусь постать з 3-ма головами та чітку жіночу фігурку. Ці знахідки відправили до Краківського музею. Крім того, знайдено тут 3 золоті бляхи з тисненим зображенням грифонів, левів та людської фігури. Під керівництвом професора В. Б. Антоновича 1878 року були проведені розкопки тутешніх 6 курганів (всього їх було 18), у яких були виявлені цікаві археологічні знахідки. В одному був знайдений молот з просвердлиною, зроблений з бивня мамонта. В інших п'яти були людські кістки, що лежали у безладі, при них знайдені 2 гладеньких бронзових браслети, бронзовий наконечник спису, глиняна посудина, молюск «лат. cypraea moneta» або каурі (у давнину вони тривалий час слугували грошима), який лежав в зубах у одного черепа. 1887 року селяни розкопали ще один курган, знайшли в ньому скелет, оточений 6 глиняними ємностями різної форми та величини, уламками бронзи. На полях знаходили кам'яні відполіровані молоти, 3 з них зберігалися в колекції Т. Рильського.
1854 року в селі знайдені бронзові привіски та пряжки, 1848 року знайдена залізна шпора, 1850 року срібні браслети та 3 сережки. Знайдені були в різні часи кам'яне та смолисте намисто, маленькі глиняні посудини та лампи теракотові.
Усе це доводить, що околиці Романівки в різні часи були осередками давніх поселень. Знайдені тут золоті бляшки з тисненим зображенням грифонів, левів тощо дуже подібні до знайдених у Боспорі Кімерійському, а також у давній Ольвії. Швидше за все, ці знахідки свідчать про торговельні зв'язки місцевих поселень з причорноморськими грецькими колоніями.
За часів Київської Русі ці землі були надані київським князем Святополком Ізяславичем своєму тестю — половецькому хану Тугоркану. Та «Половеччина» займала велику територію, бо лежала над Унавою, Роставицею, Россю, Вільшанкою, Кам'янкою та Стугною, сягала з одного боку території пізнішого міста Білої Церкви, з іншого — пізніших Фастова та Гуляників (тепер — Велика Мотовилівка). Назви сучасних сіл Половецьке, Малополовецьке та Великополовецьке у південно-західній частині Київської області є пам'ятками про ті часи. Усією цією областю володіла родина Половців, яка від маєтків Сквири та Рожнів потім почала носити князівське прізвище — зі Сквири Половці-Рожиновські. Не відомо, чи існувала тоді Романівка, проте з родоводу Половців бачимо, що Тугоркан мав сина Каримана, а той Романа. За однією з версій, поселення Романів могло бути засноване тим Романом, онуком Тугоркана.
Ця територія сильно постраждала під час навали військ Батия в 40-х роках XIII століття, адже лежала на шляху ординських військ з Києва на Волинь, Галичину та Західну Європу. На місці багатьох давніх поселень залишилися лише пусті урочища.

### Під владоюВеликого князівства ЛитовськоготаРечі Посполитої
У другій половині XIV століття Київщина увійшла до складу Великого князівства Литовського. 1386 року київський князь Володимир Ольгердович дав підтвердження Юркові (Єжи) Половцю зі Сквири Рожиновському, онуку вищезгаданого Романа, на володіння «наділом предківським сквирським на річках Росі, Роставиці та Кам'янці», який називався також «Половеччина». Щойно тут почало відновлюватися життя, як 1399 року після битви на Ворсклі та 1416 року орди Едигея та Тимур-Кутлука знову спустошили Київщину. 
Тому київський князь Олелько Володимирович мусив Міхалу (Михайлу) Половцю зі Сквири Рожиновському повторно підтвердити володіння «отчиною його, дуже опустілою від неприятелів наших». За життя того ж Михайла Половця напади кримських татар під проводом хана Менґлі-Ґерая у 1482-1495 роках знову перетворили цей край на пустку. Михайло залишив сина Яцека (Яцька) та дочку Оксану. Яцько Рожиновський мусив покинути оці спустошені місця та перейти до Житомирщини. Помер він 1536 року, залишивши сина Дем'яна в татарській неволі та малолітніх сина Тимонька (пол. Temionka) та дочку Явдоху. Проте всі його нащадки померли, спадкоємцем усієї власності Половців став Іван Немирич. Спустошені маєтки не збуджували великого інтересу і Немиричі, яким було записано ці землі, не дбали про те, щоб привернути їх до своїх рук. За привілеєм короля Сигізмунда III 1547 року ці маєтності перейшли у власність до білоцерківських міщан.
На порталі Верховної Ради України зазначено, що 1550 року Романівка вперше згадується в документах.
1590 року Сейм Речі Посполитої дозволив королю роздавати «пустоші» на південно-східній околиці держави шляхті за службу на «вічні часи». 1591 року король Сигізмунд ІІІ за військові заслуги надав «пустопорожні землі в Білоцерківському старостві над ріками Сквирою, Роставицею, Вільшанкою, Унавою та Кам'янкою» князеві Миколаю Ружинському. 
Після смерті останнього 1592 року романівську землю його вдова Ельжбета з Служинських за королівським погодженням передає у власність його брату, князю Кирикові Ружинському. На цих територіях поступово виникло Романівське староство. Князь Кирик побудував у Романові оборонний замок, тримав там невелику військову залогу. Замок знаходився на пагорбі, був обнесений ровом, валом та дубовими палями. Він мав одну дерев'яну браму та високу дерев'яну вежу. Саме місто було також оточене валом та палями. Кирик Ружинський заселяє цю місцевість, звільняючи людей від будь-яких податків і повинностей. Поступово відроджуються, часто під новими назвами, села. Енергійний та завзятий, князь Кирик постійно вів справи з сусідами, які скаржилися на його часті наїзди, захоплення: часті були скарги на невидачу селян-втікачів, тому можна думати, що князь Кирик дбав про переманювання селян на свої ще мало заселені Паволоцькі та Романівські землі.
1601 року, очевидно, після смерті князя Кирика, отримує Романів, Сквиру, Чернявку та Жидівці від короля як королівський стіл Павло П'ясковський. Проте, 1602 року, за королівським погодженням, він відступає ці маєтності князю Романові Ружинському, сину Кирика. Князь Роман продовжує залюднення краю. На думку багатьох дослідників, саме завдяки цьому власнику за поселенням закріплюється назва Романів (Романівка).
У той час були відкриті численні справи проти Ружинських про селян-втікачів та їх невидачу, селяни переходили до маєтків князя Романа з різних місцевостей і від різних власників. Вимагали своїх селян від нього та його дружини, княгині Софії (з Корапчийовських), поміщики Єлович, Малинський, Горностай, Сенюта та інші — скаржитися доводилось власникам як ближніх, так і дальніх маєтків. Правда, не всі селяни-втікачі оселялися на постійне проживання на Паволоцьких та Романівських землях Ружинських, для деяких це був лиш етап у подальшому переході на схід до менш залюднених районів. Ружинським також у деяких випадках доводилося шукати своїх селян по інших маєтках та вимагати їхнього повернення до своїх сіл. У Проскур-Сущанських захопили Ружинські землю (гай) Мохнацьку чи Білоцьку… та осадили там село Чернявку. Як і іншим, доводилося Ружинським відстоювати свою власність від нападів та грабунків, дарма що вони самі, порівняно з сусідами, виявляли більшу активність і рідше самі потерпали від сусідів. Є відомості про судові справи щодо кривд від Збаразьких та від Сенют романівським мешканцям.
Роман Ружинський помер 1610 року у м. Волоку під час походу на Москву Лжедмитрія II. Романівське староство перейшло до володінь його жінки княгині Софії, котра 1613 року стала дружиною (четвертою за ліком) віленського каштеляна Єроніма Ходкевича.
1615 року Романів був повністю знищений татарами. У Люстрації 1616 року про це зазначено: "Романів містечко, власника його князя Романа Ружинського правом пожиттєвим, яке недавно минулого року з селами спустошене татарами. Є в ньому жителів 52, перед спустошенням татарським 30 з них платили чинш по 10 грошей, інші платили по 6, а деякі і по 4 гроші, після татарського спустошення нічого не платили. Оренда млинів і корчми платиться в рік 150 флоринів. Сума податків з містечка того 150 флоринів. До староства належать села Чернявка або Грицьковці, Жидовці або Матвієвичі (тепер — Квітневе), Ставище, Гірсики (пол. Hirsiki — швидше за все теперішні села Єрчики або Великі Єрчики), Кошляки, городище Сквир, Буки, Струков (Строків, засноване 1615 року).
1616 року в романівському фільварку селяни працювали на панщині два дні на тиждень влітку й один день на тиждень взимку.
За володіння староством князя Ружинського замок у Романові «постав на пагорбі — говорить люстрація 1622 року — біля ставу поставлений, ровом та валом обкопаний, обнесений частоколом з дубових паль; у ньому стайня немала, брама одна дерев'яна, башта висока дубова; хат білих 4; одна пекарня; з добрими вікнами; пивниця зроблена з дерева. Містечко те на самому Чорному шляху закладене, валом та палями дубовими оточене. У ньому є жителів 20, чиншу жодного не платять як слободи, що були розорені військами за покійного пана Жолкевського. Млинів 3, став призначений на утримання адміністрації місцевої. Оренду платять на рік, окрім третьої міри мельничного, 150 флоринів. Села, що належать до Романова: Чернявка або Грицькове, Жидовці або Матвієвичі, Ставище, Гіршики, Кошляки… Сума податків з тієї території 150 флоринів. Після виплати з цих доходів уряднику 30 флоринів річного утримання, залишається 120 флоринів. Звідси йдуть 24 флорини кварти». У містечку ще в середині XIX століття можна було побачити залишки валу у формі півкола, який двома кінцями прилягав до річки Унави. Його довжина 437, висота від 1 до 4 сажнів. Усередині того валу, у місці, яке називається Бурти, було замчище, воно займало територію 215 сажнів. За переказами мешканців, було воно оточене дубовим частоколом. Потрібно було об'їхати тричі навколо замку щоби через розвідний міст дістатися до нього. На той час залишалися також сліди дороги, яка вела до замку.
1627 року в маєтностях княгині Софії оселяється її родич, знаний «гульвіса, баніта і збитник» Самійло Лящ. 1631 року він стає за згодою короля власником Романова. Лящ здобув ці маєтки не звичайним шляхом. Спочатку він намовляв княгиню передати йому маєтки, зробивши відповідний на них запис. Коли всі ці намовляння не мали успіху, Лящ ужив сили, зробив збройний наїзд на маєток княгині та силоміць видер, так-би мовити, у неї запис. Давши запис, княгиня Ружинська (Ходкевич) покинула свої маєтки з наміром вести боротьбу проти Ляща, щоб повернути своє. Проте це було не легко, адже Лящ міцно тримав здобуте добро, рішуче виступаючи проти заходів Ружинської. Він як ротмістр, утримував у Романові роту зі 100 козаків. Рота та була складена з людей різноманітних національностей, у тому числі волохів і сербів. Також, під його опікою знаходилися нащадки зубожілих шляхетських родів із Брацлавщини. Самійло Лящ став для них справжнім хлібодавцем, бо не лише надавав їм притулок та підтримку, але й сприяв одруженню їх на багатих шляхтянках Київщини. Хроніст Й. Єрлич писав про нього, що «ґвалтом панн та вдів брав, за своїх утриманців віддавав». За володіння Ляща з Романова платилося податків з 18 будинків по 3 злотих.
Княгині Ружинській довелося вжити рішучих дій, залучити до справи проти Ляща підканцлера коронного Томаша Замойського. Завдяки своєму впливу, Замойський, нарешті, 1635 року примусив Ляща віддати захоплені маєтності за чималий грошовий викуп і Ружинська змогла заспокоїтися: продала ці свої маєтки й переселилася до родичів у Белз (померла перед 1646 р.).
За вироком трибуналу, Ляща позбавили маєтків і посади королівського стражника. Після Ружинської володів Романівщиною Томаш Замойський, але господарював тут недовго (помер 1638 р.). Тоді король віддав Романів Александрові Замойському правом пожиттєвим, який після Ляща отримав і посаду стражника королівського. Зі спадкоємцем Томаша Замойського почали судову справу спадкоємці сестер князя Романа, але початок Хмельниччини все тут сплутав. Александр Замойський недовго тут проживав і 29 травня 1649 року поступився староством якомусь Ходоровському.
З початку Хмельниччини Романів увійшов до складу Білоцерківського полку, а з утворенням Паволоцького став його сотенним містечком. Землі тут одержала козацька старшина.
1656 року в Романові стояв табором царський воєвода Бутурлін з 25-тисячним військом; тут з ним з'єднався Богдан Хмельницький.
За переказами, у давньому Романові було декілька церков: одна недалеко від Малої Чернявки біля яру, більшу частину прихожан якої складали ковалі, що жили неподалік; згадується друга церква та третя в ім'я Різдва Пресвятої Богородиці. Окрім того, у Чорному лісі над Унавою був католицький кляштор, в якому жили більше 30 монахів та служителів. Цей кляштор був знищений у роки Хмельниччини.
Романів, як і навколишні села староства, Буки, Строків, Бакожин (давнє поселення біля Буків), Чубинці, під час частих військових дій були спустошені. Порожні поселення Романів та Сквиру отримав пожиттєвим правом від короля Яна Казимира 1659 року Ян (Іван) Ковалевський, колишній підскарбій Б. Хмельницького, якого було одночасно нобілітовано. Він належав до близьких дорадників Б. Хмельницького, брав участь у всіх нарадах гетьмана, був генеральним осавулом, входив до складу багатьох посольств.
До початку XVIII століття Романів перебував у власності козацької старшини. З серпня 1688 року володів кількома селами у Романівському старостві Семен Палій. У листі від 24 серпня 1689 року він дякує королеві за надання йому привілею на с. Романівку та просить прийняти у Варшаві його посланців.
28 жовтня 1700 року отримує Романівську королівщину Адам Олізар, але був він старостою романівським більше за титулом, ніж фактично, даними територіями продовжував фактично володіти Семен Палій. 1702 року останнім у містечку була збудована церква Різдва Пресвятої Богородиці.

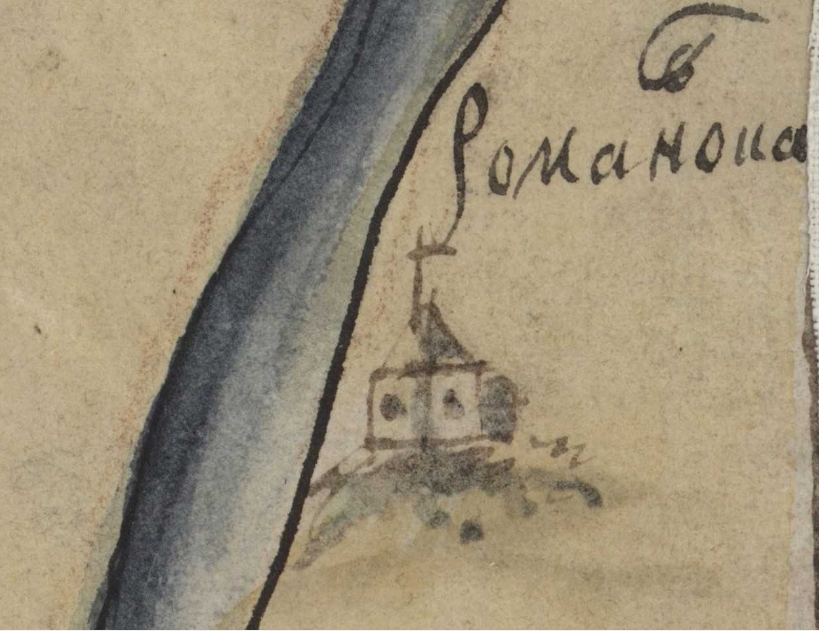
Романівка на карті XVIII століття

За деякими даними, А. Олізар 1710 року за згодою короля поступився Романівським староством Вацлаву Жевуському, воєводі подільському (сумнівно, адже в цьому році Вацлаву (1705-1779) виповнилося лише 5 років). Того ж 1710 року отримує Романів Самсон Бомбек, полковник артилерії, стольник летичівський та комендант кам'янецького замку. 1713 року старостою Романівським був Казимир Стецький, який пізніше обійняв посаду каштеляна київського. Але межі староства постійно змінювалися через зазіхання сусідів. Стецький розпочав судовий процес з князем Любомирським про відділення від староства сіл Буків, Бакожина, Строкова та Чубинців. 1737 року розпорядником Романова Стецький призначив Антонія Дорожинського. Після Стецького старостами романівськими були: Антоній з Осси Ожга (пол. Antoni z Ossy Ożga, 1751), Францішек Догєль Цирина (пол. Dogiel Cyryna, 1763), Александр Рожнєцький (1774), князь Юзеф Любомирський (1775), Ян Стецький (1775. Так, як останні два отримали привілей одночасно, між ними почався судовий процес, який закінчився тим, що зі староства романівського було виділене староство Ставищанське, яке залишилося за Стецьким. До цього староства відійшли Кошляки, Жидовці, Єрчики та Чернявка.
Люстрація 1765 року про Романівське староство за влади Антонія з Осси Ожга говорить: "Містечко над річкою Унава, двір також над самою річкою збудований, будинок з кімнатою та погребом, пекарня з комірчиною, зерносховищем та стайнею. До того староства містечко Сквира належить. Піддані одні платять чинш, інші відробляють панщину, при цьому платять подорожне і плетуть пряжу по одному мотку на рік. Євреїв немає. Хат підданих налічується 60, з них 17, які давали чинш, далі 43 халупи, що відбували панщину, подорощизну, мотки. Лібертованих халуп було 5: «осавула, гуменний, возний і лісничі», козацьких 9. Належать села Чернявка, містечко Сквира, Ярославка, Золотуха, Кам'яна Гребля, Казимирівка (тепер — Квітневе), Пилипи або Домантівка. Річний прибуток з усього староства 18 094 злотих 12 грошей. Комісар Антоній Кобилинський. Козаків в усьому старостві 46.
Під час вказаної вище люстрації громада романівська скаржилася, що терпить збитки від володарів корнинського маєтку, панів Проскур-Сущанських, які вже частково захопили та продовжують все більше відбирати землі, які належали з давніх часів до Романівки, косять сіно на романівських лугах, збирають хліб, виганяють романівських жителів з їхніх власних земель, б'ють та не допускають користуватися ними, від чого часто відбуваються вбивства селян. Ще у 1880-х роках в селі були відомими перекази про такі сусідські відносини. Так, романчанин Федько Грива, розказував, як його дід хоробро бився з Проскурою за межу романівських земель, які повинні були сягати до «Гострої могили»: «мого діда, козака Гриву, не брала куля, аж допіро срібним гудзьом встрелив його Проскура. Похилився мій дід на коні і сказав: збавив ти, пане Проскуро, козакові Гриві вік його молодецький».
У люстрації 1789 року читаємо: «Романівка, або Романув, яка завжди називалась містечком, має 60 осель, у тому числі й чиншових 4. Піддані робили панщину, подорощизну, давали мотки, курей, яйця. З непідданих бачимо тепер шляхту: її 10 господарів; козаків немає. Серед людності підданої виділено тепер ремісників: ткач дає від верстату, мірошник від кола та бере вигодовувати кабанів. Окремо дають від пасік — від пнів та очкове. Окрім податків та робіт від підданих з Романівни йшли такі ще збори: корчемна оренда, млинова оренда, ставщизна від громади за вільні лови риби в ставу. На пагорбі був двір критий соломою й одна греко-католицька церква. До Романівського староства належали 11 сіл і м. Сквирка, це староство приносило 24 552 злотих прибутку».
1791 року рішенням Чотирирічного сейму Романівка отримала реноваційний привілей від короля Станіслава Августа Понятовського як вільне місто (магдебурзьке право). Той привілей визнавав «вільними людьми всіх жителів цього міста, як тих, що зараз тут живуть та записані в останній люстрації міста та в „тарифу домів“, так і тих, які можуть тут поселитися потім і увійти до міського стану; землі, заселені ними в межах цього міста, їхні будинки, садиби, городи, поля, ниви, ліси, хутори та всю територію цього міста, яка належить йому по праву, визнає спадковою власністю цього міста та осілих в ньому міщан та виражає бажання, щоб вони були відмежовані від земель Романівського староства й інших маєтків». Привілей, окрім того, виокремлював із власницької та старостинської юрисдикції всіх міських жителів шляхетського та міщанського походження та наголошує, що вони будуть судитися лише перед міським урядом, з правом апеляції у житомирських судах, або звернення до коронних асесорських судів виходячи з суті справи; далі забезпечував жителям усіх християнських віросповідань користування правами, якими користувалися вільні міста за конституцією Чотирирічного сейму та правом магдебурзьким, всі повинності міщан обмежувалися поземельним податком до казни Речі Посполитої на основі сеймових постанов. Тим же привілеєм була надана печатка міському магістрату.
10 листопада 1791 року було надано новий герб «вільному королівському місту Романову». Опис герба в привілеї мав такий вигляд: "Брама з піднесеною вежею, посередині якої має бути вирізьблена велика літера «R». Таким чином, романівський герб поєднував традиційний уже «архітектурно-оборонний» сюжет з яскравим «промовистим» елементом — сиглем, тобто ініціалом назви міста. Герб Романівки після 1793 року, коли містечко було залишено поза штатом, вийшов з офіційного вжитку.
Торговицька конфедерація 1792 року нівелювала постанови чотирирічного сейму. Староста романівський, князь Юзеф Любомирський почав схиляти міщан романівських до відробляння повинностей, між ними почався судовий процес, який тривав і після другого поділу Речі Посполитої. Відтак, Романів втратив статус вільного міста щойно його отримавши.

### У складіРосійської імперії
Після 2-го поділу Речі Посполитої Романів зі староством переходить під владу Російської імперії.
Староство романівське набуває статусу казенних маєтків. 1811 року комісія, складена для розпродажу маєтків казенних у Київській губернії постановила, щоб поселення, які входили до колишнього староства Романівського, були продані у приватну власність. 1816 року селяни староства звернулися до земського Сквирського суду, доводячи, що вони як колишні старостинські підлеглі, повинні залишитися на правах державних селян і не повинні бути передані в приватну власність. Однак, вони отримали відповідь, яка підтвердила попереднє рішення комісії. Відтак Романівка перейшла у володіння Юзефа Пшибишевського. Він збудував тут мурований будинок у італійському стилі, який через декілька років згорів.
1843 року в містечку згоріла дерев'яна церква, закладена ще 1702 року.
1844 року Романівку у Пшибишевського придбав Теодор Ромуальдович Рильський, Малу Чернявку придбав Біліньський, Велику Чернявку — Ґжеґож Грушецький.
1853 року на місці згорілої церкви постала нова дерев'яна на мурованому фундаменті. За штатами вона була зачислена до 4 класу, землі мала з садибою та хутором 38 десятин.
1863 року Романів був містечком Сквирського повіту, центром Романівської волості, належав до парафії католицької с. Новоселиці. До містечка прилягали передмістя, які були на той час окремими селами: Велика і Мала Чернявки. Цього року в Романівці мешкало 804, у Великій Чернявці — 425, у Малій Чернявці — 150 православних жителів; окрім них проживали 60 католиків та 10 сімей євреїв-рільників. Землі належало до містечка 1451 десятин, до Великої Чернявки — 564, стільки ж до Малої Чернявки.
Потім Романівка перейшла до володінь сина Теодора, Розеслава Рильського. Син останнього, Рильський Тадей Розеславович, 1870 року оселився у маєтку свого батька в селі Романівка, де й прожив 32 роки в повній злагоді та взаєморозумінні з селянами. За весь час він ні разу не судився з односельцями, навпаки — був почесним мировим суддею, часто виступав як адвокат, захищаючи інтереси селян. 1878 року він одружився з романівською селянкою Меланією Федорівною Чуприною. У своєму будинку відкрив школу, а пізніше збудував для неї окреме приміщення; сам викладав у ній і оплачував роботу ще одного вчителя. Ставлячись приязно до православних односельців, залишався однак католицького віросповідання. Проте, коли католицька каплиця у селі стала ветхою й могла завалитися, наказав її розібрати, а нову не захотів будувати. Мовляв, він — єдиний католик у селі й заради нього не варто утримувати церкву та ксьондза. Це навіть стало відомо Папі Римському, і Тадея Рильського було відлучено від католицької церкви. Навіть після цього він не перейшов до православ'я, аби цей крок не був розцінений як запобігання перед російським самодержавством.
Тадей Рильський здобув авторитет хорошого агронома й економіста. Селяни разом з ним постачали хліб аж до Кенігсберга, не вдаючись до послуг посередників-факторів. Тадей Розеславович допоміг селянам Романівки дешево купити землю в сусіднього поміщика. Сусіди-поміщики нерідко писали на нього доноси губернатору, в яких повідомляли, що він має занадто приязні стосунки з селянами, навіть одружився з простою селянкою; надавав селянам зі свого фамільного архіву документи, необхідні їм у судових справах за землю, які вони вели з сусідніми поміщиками. Тадей Рильський писав популярні книжечки для селян про те, як краще вести господарство, про те, куди вигідніше вирушити на заробітки. Для цього він вивчив розміри оплати праці в різних губерніях, умови праці та видав своєрідний порадник для заробітчан
Станом на 1885 рік Романівка вважалася колишнім власницьким містечком, населення складало 998 осіб, 114 дворів, діяли православна церква, єврейський молитовний будинок, 2 заїжджих будинки.
Наприкінці 1880-х років у Романівці проживало 1016 мешканців, діяла церква Різдва Пресвятої Богородиці. У володінні пароха знаходилося 38 десятин. До православної парафії, окрім Романівки, Великої та Малої Чернявок, належало також село Кошляки. У містечку при дворі поміщика знаходилася католицька каплиця. Романівська волость складалася з 10 сіл, які мали 1918 будівель, у ній проживали 11 630 осіб. У волості було 17739 десятин землі (8120 волосної, 9366 двірської і 253 церковної).
За переписом 1897 року в Романівці проживало 1896 мешканців, з них 312 євреїв.
Помер Тадей Рильський 25 вересня 1902 року. Поховано було його на новому цвинтарі, землю під який він раніше подарував усій Романівській громаді — це була територія родового парку. Орест Левицький, відомий український історик, у некролозі сказав: «Все його життя було на подив гармонійним сполученням ідеалів та вчинків».
Освітню справу у Романівці продовжили його діти — старший син Іван і середульший Богдан у школі, заснованій батьком. У Романівці пройшли дитячі та юнацькі роки молодшого сина Тадея Розеславовича — видатного українського поета, вченого і громадського діяча, академіка АН СРСР та АН УРСР, двічі лауреата Державної премії СРСР і Ленінської премії Максима Тадейовича Рильського (1895—1964). Він теж спочатку став на вчительську стежку й також викладав у батьковій школі в 1920-х роках. Не забував М. Т. Рильський Романівку й будучи депутатом Верховної Ради СРСР у 1946-1964 роках, вирішував багато прохань односельців, сприяв культурному розвитку села.
Маєток Рильських у Романівці відвідували визначні громадські та культурні діячі того часу. 1895 року тут гостював В. Б. Антонович, про що свідчить написаний тут ним лист до його товариша Б. С. Познаньського. У Романівці бував М. В. Лисенко, гостював у Т. Рильського не раз Михайло Щербаківський з синами Вадимом і Данилом. Після приїзду до України в середині травня 1909 року, В. Винниченко гостював у маєтку Рильських у Романівці, звідки 7 червня надіслав листа М. Грушевському.

### Радянський період
Після зайняття на початку березня 1919 року Правобережної України радянськими військами, тут вдруге встановилася радянська окупація. Її представники одразу розпочали масштабні комуністичні перетворення, створення радгоспів та комун. Селяни масово повставали проти таких заходів. 22 березня 1919 року були вбиті 11 чоловіків, мешканців містечка Романівки, віком від 16 до 61 року.
На початку квітня 1919 року більшовиками були спалені перші повсталі села в районі Фастова — Романівка та Жидівці.
1924 року в селі організоване перше колективне господарство — ТСОЗ.
Село Романівка під час Голодомору 1932–1933 рр. входило до складу Романівської сільради Попільнянського району Київської області. За даними сільради, протягом 1932–1933 років загинуло 120 мешканців, імена яких на сьогодні встановлено на основі свідчень очевидців Безпаль А. Н., Охмакевич Л. Ф., Романенко М. С..
5 вересня 1941 року в Паволочі гітлерівцями було розстріляно близько 2000 євреїв з самого містечка та навколишніх сіл (в тому числі, із с. Романівка).
26 грудня 1943 року під час Житомирсько-Беричівської наступальної операції Романівку було звільнено від німецьких військ. Під час німецько-радянської війни в боях брало участь 240 жителів Романівки, з них 101 — загинув, 220 — за мужність і відвагу нагороджено орденами й медалями. У центрі села встановлено пам'ятники воїнам, полеглим під час звільнення Романівки від німців, воїнам-односельцям, які загинули в роки німецько-радянської війни.
На початку 1970-х років у селі налічувалося 417 дворів, населення складало 953 мешканці. У Романівці розміщувалась центральна садиба колгоспу «Ленінська перемога», за яким було закріплено 1527,3 га сільськогосподарських угідь, у тому числі 1441,0 га орної землі та 48 га лісу. У господарстві вирощували зернові та технічні культури, було розвинуте м'ясо-молочне тваринництво, колгосп мав пилораму. Працювали середня школа ім. М. Т. Рильського, де 17 педагогів навчали 287 учнів, клуб на 250 місць, дві бібліотеки з фондом 14,5 тис. книг, дільнична лікарня на 25 ліжок, аптека, дитячі ясла, відділення зв'язку, 4 магазини, 2 їдальні.
1970 року біля Романівської загальноосвітньої школи встановлено пам'ятник-погруддя поету — земляку М. Т. Рильському (скульптор О. О. Ковальов, архітектор А. Ф. Ігнащенко). 1977 року в селі Романівка за ініціативи директора школи Б. У. Кочубея, наукового співробітника Київського літературно-меморіального музею Н. А. Підпали започатковані перші літературні читання «Романівська весна». 1978 року до них приєднався син Максима Рильського — Богдан та Житомирське обласне відділення спілки письменників України на чолі з його головою О. Є. Опанасюком. Відтоді щороку в четверту суботу травня в Романівці відбувається Всеукраїнське літературно-мистецьке свято «Романівська весна».
1987 року Делегація жителів Романівки взяла участь в літературних читаннях «Голосіївська осінь» в Києві в літературно-меморіальному музеї М. Т. Рильського. 1988 року Романівська загальноосвітня школа ім. М. Т. Рильського відзначила свій 50-річний ювілей.

### Після проголошення незалежності України

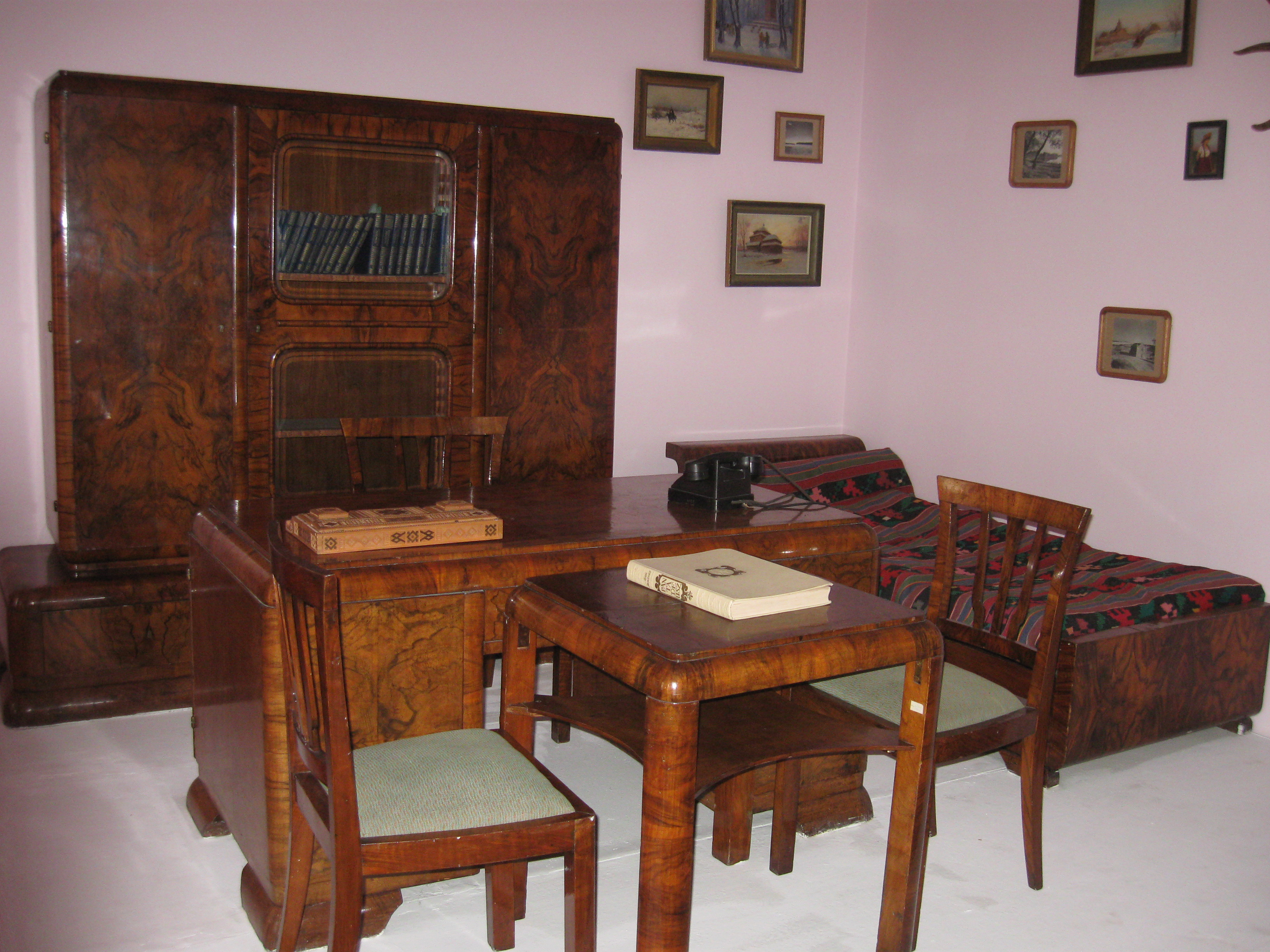
Інтер'єр однієї з кімнат музею Рильських

1994 року було відреставровано та введено в дію музей родини Рильських в селі Романівка. 1995 року на території музею-садиби відзначено 100-річчя від дня народження М. Т. Рильського. Вперше за період організації та проведення Всеукраїнських літературно-мистецьких свят «Романівська весна» шанувальники вклонились світлій пам'яті батьків та брата поета-земляка на сільському цвинтарі. На романівських веснах побували відомі постаті українського слова Ліна Костенко, Павло Мовчан, Дмитро Павличко, Василь Шкляр, Олекса Ющенко та інші.

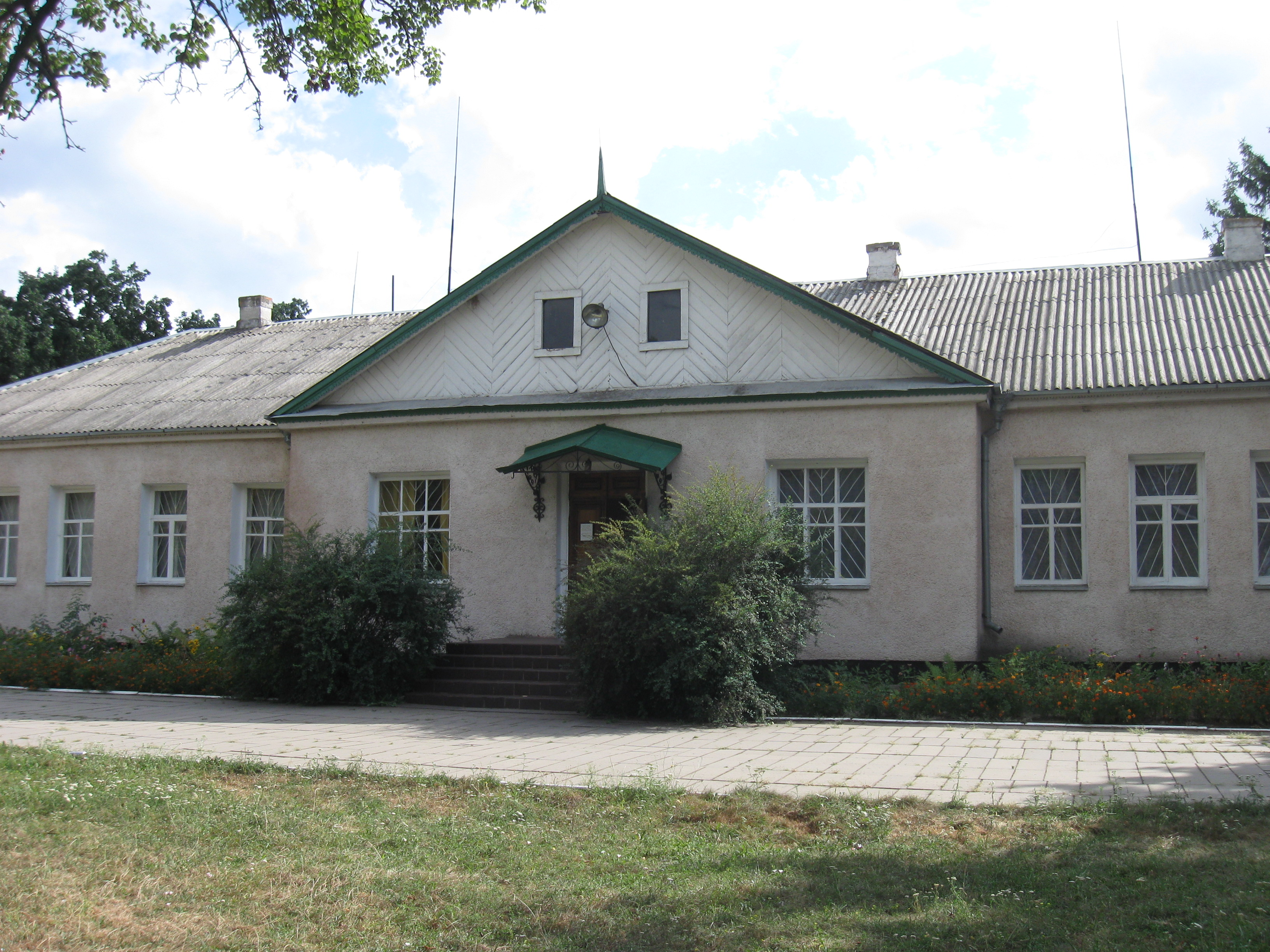
Музей-садиба Рильських у Романівці

1998 року в селі було встановлено поминальний православний хрест за жертвами Голодомору 1932-1933 рр. на сільському цвинтарі.
У Романівці діють дошкільний навчальний заклад «Струмочок», фельдшерський пункт.
6 лютого 2015 року під час бою поблизу Донецького аеропорту загинув уродженець села Олександр Олійник. Він був посмертно нагороджений орденом «За мужність» ІІІ ступеня. Цього ж року на фасаді Романівської загальноосвітньої школи І-ІІІ ступенів імені М. Т. Рильського, в якій вчився та працював О. Олійник, встановлено меморіальну дошку на честь Героя. Рішенням сесії Романівської сільської ради вулицю Леніна у селі Романівка перейменовано на вулицю Олександра Олійника.

## Населення

### Мова
Розподіл населення за рідною мовою за даними перепису 2001 року:
| Мова       | Відсоток |
| ---------- | -------- |
| українська | 99,03%   |
| російська  | 0,97%    |

## Відомі люди

### Народилися в Романівці
- Олійник Олександр Іванович (1970-2015) — старшина Збройних сил України, учасник російсько-української війни.
- Охмакевич Микола Федорович (1937-2013) — український журналіст, голова Держкомтелерадіо України
- Ступницький Леонід (псевдо — «Гончаренко») (1891-1944) — український військовий діяч в часи УНР, генерал-хорунжий УПА (посмертно).

### Проживали, працювали в Романівці
- Семен Палій (1640-1710) — військовий діяч, полковник Фастівського полку, один з керівників антипольського повстання на Правобережжі. Власник Романівки та навколишніх сіл у 1688-1710 роках.
- Рильський Іван Тадейович (1880-1933) — український літературний перекладач.
- Рильський Максим Тадейович (1895-1964) — поет, перекладач, публіцист, громадський діяч.
- Рильський Тадей Розеславович (1841-1902) — український громадський і культурний діяч, «хлопоман», батько Максима Рильського, власник Романівки у 1870-1902 рр.
- Кирило Ружинський  (?-1601) — князь, запорозький гетьман, власник Романівки у 1592-1601 рр.
- Роман Ружинський (1575-1610) — князь, полководець, гетьман військ Лжедмитрія II, власник Романівки у 1602-1610 рр.
- Лящ Самійло (1588-1649) — польський шляхтич, військовий, державний діяч Речі Посполитої, відомий з вчинених розбоїв та насильств. Власник Романівки та навколишніх сіл у 1631-1635 рр.